# Carlo Mauri
Carlo Mauri (n. 25 martie 1930, orașul Lecco, Italia; d. 31 mai 1982, Lecco) a fost un alpinist și explorator italian, care a devenit faimos în Italia și în lume prin participarea sa la Expedițiile Ra I și Ra II (1969-1970), în cadrul cărora a navigat pe Oceanul Atlantic, făcând parte din echipajul condus de către norvegianul Thor Heyerdahl.

## Biografie
Carlo Mauri s-a născut la data de 25 martie 1930 în orașul italian Lecco. A fost colaborator al revistelor de alpinism și membru al grupului alpinistic Gruppo Ragni Grignetta din Lecco. După primele ascensiuni efectuate Alpi, el a realizat premiera hivernală pe vârful Cima Ovest di Lavaredo, în februarie 1953, împreună cu Walter Bonatti.
A devenit apoi protagonistul a numeroase expediții, cum ar fi expediția din anul 1956 din Țara de Foc, unde a escaladat Monte Sarmiento și a făcut parte din echipajul Gasherbrum IV, alături de Riccardo Cassin și Walter Bonatti, care a călătorit în Pakistan. În anul 1959, a traversat pădurea ecuatorială și a ajuns pe vârful Ruwenzori (situat la granița dintre Uganda și Congo).
Începând din anul 1960 a explorat fiordurile din Groenlanda, escaladând munții de la Cercul Polar Arctic. După o perioadă de inactivitate din cauza problemelor de sănătate, în anul 1966 a efectuat expediția "Città di Lecco" în Țara de Foc pentru a cuceri vârful Buckland al Muntelui Acongagua. În anul 1967 a traversat zona rezervată aborigenilor din Australia și munții din Noua Guinee și Noua Zeelandă. În iarna anilor 1967/1968 a făcut parte dintr-o echipă științifică-alpinistică care a efectuat o expediție pe Muntele Erebus din Antarctida.
În anul 1969, exploratorul norvegian Thor Heyerdahl l-a invitat pe Carlo Mauri să navigheze pe nava de papirus Ra și apoi, în urma eșuării primei expediții, pe nava de papirus Ra II (1970), cu care a călătorit din Maroc și până în Barbados, traversând Oceanul Atlantic. De asemenea, Carlo Mauri a navigat alături de Heyerdahl și în expediția Tigris (1977-1978), în apele Oceanului Indian. Rolul său a fost cel de fotoreporter al expediției și expert în facerea nodurilor.
În afară de aventura cu Expedițiile Ra, el a efectuat expediții de explorare pe întreaga planetă începând din stepa Asiei și până în Patagonia, pe fluviul Amazon, realizând numeroase documentare și reportaje jurnalistice în special pentru televiziunea italiană Rai. În anul 1975 a călătorit în Africa și America pentru a realiza un film documentar pentru televiziunea Rai. A obținut premiul "Genziana d'oro" la Festivalul internațional montan "Città di Trento" din 1977. A îndurat multe chinuri pentru a produce filme documentare în locurile cele mai greu accesibile de pe glob.
În noiembrie 1980, exploratorul italian Carlo Mauri, care suferea de aproximativ 10 ani de o pseudoartroză infectată post-fracturară la nivelul tibiei stângi, a luat legătura cu medicul ortoped rus Gavriil Abramovici Ilizarov care inventase un fixator și s-a aventurat până în Kurgan-ul siberian pentru a-i cere sprijin. La 6 luni după operația suferită pentru instalarea fixatorului, Mauri a devenit din nou apt de a se deplasa, infecția fiind eradicată și deficiențele osoase corectate simultan cu imobilizarea prin același fixator.
Carlo Mauri a încetat din viață la data de 31 mai 1982 în orașul natal Lecco, în urma unui infarct.